# Aluminiumfluorid
Aluminiumfluorid är en kemisk förening med formeln AlF3. Det förekommer naturligt i det sällsynta mineralet rosenbergit. Molekylerna bildar dimerer vilket ger en oktaedrisk kristallstruktur.

## Framställning
Aluminiumfluorid framställs genom att hetta upp hexafluorkiselsyra tillsammans med aluminiumoxid.
{\displaystyle {\rm {H_{2}SiF_{6}+Al_{2}O_{3}\rightarrow 2\ AlF_{3}+SiO_{2}+H_{2}O}}}

## Användning
Aluminiumfluorid är en viktig ingrediens vid framställning av metalliskt aluminium genom elektrolys. Det sänker malmens smältpunkt och i kombination med kryolit så höjer den smältans konduktivitet.